# Ivan Franko
Ivan Jakovyč Franko (in ucraino Іван Якович Франко?, pronuncia [iˈβɑn ˈjɑkoβɪt͡ʃ frɑnˈko]; Nahujevyči, 27 agosto 1856 – Leopoli, 28 maggio 1916) è stato un poeta, scrittore, giornalista, critico letterario, traduttore, economista e attivista politico socialista ucraino.
Con Taras Ševčenko è ritenuto uno dei poeti e scrittori più influenti della letteratura ucraina. È stato uno dei primi scrittori ucraini a guadagnarsi da vivere con l’attività letteraria. Le sue opere comprendono oltre 100 volumi e 4.500 scritti, la maggior parte dei quali in ucraino, ma anche in russo, polacco, tedesco, bulgaro e ceco. Fu fra i fondatori del movimento socialista e nazionalista dell'Ucraina occidentale.

## Biografia
Ivan Franko nacque il 27 agosto 1856 a Nahujevyči, un paesino nella provincia orientale della Galizia, la più popolata e la più settentrionale delle province dell'Impero austro-ungarico, oggi parte del distretto di Drohobyč, nell'oblast' di Leopoli, in Ucraina. Il padre Jakiv Ivanovyč Franko, un fabbro di origine tedesca, morì nel 1865. La madre, trent'anni più giovane, proveniva dalla piccola nobiltà polacca. Dopo la morte del marito si risposò con Hryhorij Havrylyk, impiegato nel settore petrolifero, che sostenne l'istruzione di Ivan, continuandolo a mandare a scuola, prima a Nahujeviči, poi a Jasenycja-Sil’na (1862-64), e infine, nel 1864, al ginnasio di Drohobyč. Qui Franko imparò il tedesco e il polacco e maturò la sua passione per i classici ucraini, polacchi, inglesi e tedeschi. Terminato il ginnasio con risultati esemplari, nel 1875 si iscrisse all’Università di Leopoli, dove studiò filosofia, storia della letteratura e della lingua ucraina.
Iniziò la sua carriera letteraria pubblicando il sonetto Pisni narodni (Canti popolari) e il suo primo romanzo Petrij i Dovbuščuky (1875) nella rivista del Circolo accademico russofilo Druh (Amico, 1874-77), a cui collaborò attivamente con l'amico Michail Pavlyk (1853-1915). Inizialmente vicino ai circoli russofili, e poi al movimento culturale e politico dei populisti galiziani (narodovtsi), sotto l'influsso di Myhailo Drahomanov, politico, storico ed economista di Kiev, con il quale intrattenne una lunga amicizia e una fitta corrispondenza, Franko si avvicinò sempre più a posizioni che coniugavano il socialismo al nazionalismo ucraino. Nel 1877 venne arrestato con altri scrittori con l'accusa di appartenere a un'organizzazione segreta socialista, e fu costretto ad abbandonare l’Università.
Durante i nove mesi di detenzione scrisse la satira Smorhonska Akademija, e dopo il rilascio iniziò lo studio delle opere di Karl Marx e Friedrich Engels. Nel 1878 Franko fondò con il suo più intimo amico Michail Pavlyk la rivista socialista Hromads'kyj Druh ("L'amico della società"), bandita dal governo dopo soli due numeri. Ripubblicata con i titoli Dzvin e Molot, e punto di riferimento per la gioventù progressista ucraina, venne nuovamente confiscata dalla polizia. In queste riviste Franko pubblicò le sue poesie, tradusse parti del Capitale di Marx e dell'Anti-Dühring di Engels, e a puntate il racconto Boa Constrictor, tradotto anche in russo.
Nel 1880 Franko venne arrestato per la seconda volta per aver incitato i contadini alla disobbedienza civile contro le autorità. Scarcerato dopo tre mesi, raccolse le sue riflessioni nel romanzo Na Dni (Sul fondo). Tornato a vivere a Nahujevyči, vi rimase per tre anni. Nel 1881 tradusse dal tedesco all'ucraino il Faust di Goethe e il poema di Heine Deutschland: ein Wintermärchen e contribuì alla pubblicazione di un giornale in lingua ucraina, S'vit (Il mondo), nel quale comparvero molti suoi scritti, dalla poesia lirica alla critica sociale. In alcuni di questi, fortemente connotati da uno stile realista, descrisse la lotta di classe con il concetto darwinista di "lotta per l'esistenza".

Il romanzo Zachar Berkut, pubblicato a puntate nel 1883 nella rivista L'viv Zoria, e definito dallo stesso scrittore "un ritratto della vita pubblica nella Ruthenia carpatica del XIII secolo", nacque sulla spinta di un concorso letterario promosso dalla stessa rivista che ne diede le stampe, cui Franko partecipò per guadagnarsi da vivere. Come scrisse nella Prefazione, con questo romanzo storico egli intendeva interrogarsi su come fosse possibile per un individuo o una comunità preservare la propria libertà spirituale, politica ed economica. Zachar Berkut, l'eroe protagonista dell'opera, vive a Tuchlja, un villaggio dei Carpazi, ed è capo rispettato di una comunità libera, che vuole rimanere tale di fronte alla minaccia dei mongoli e dei boiardi.

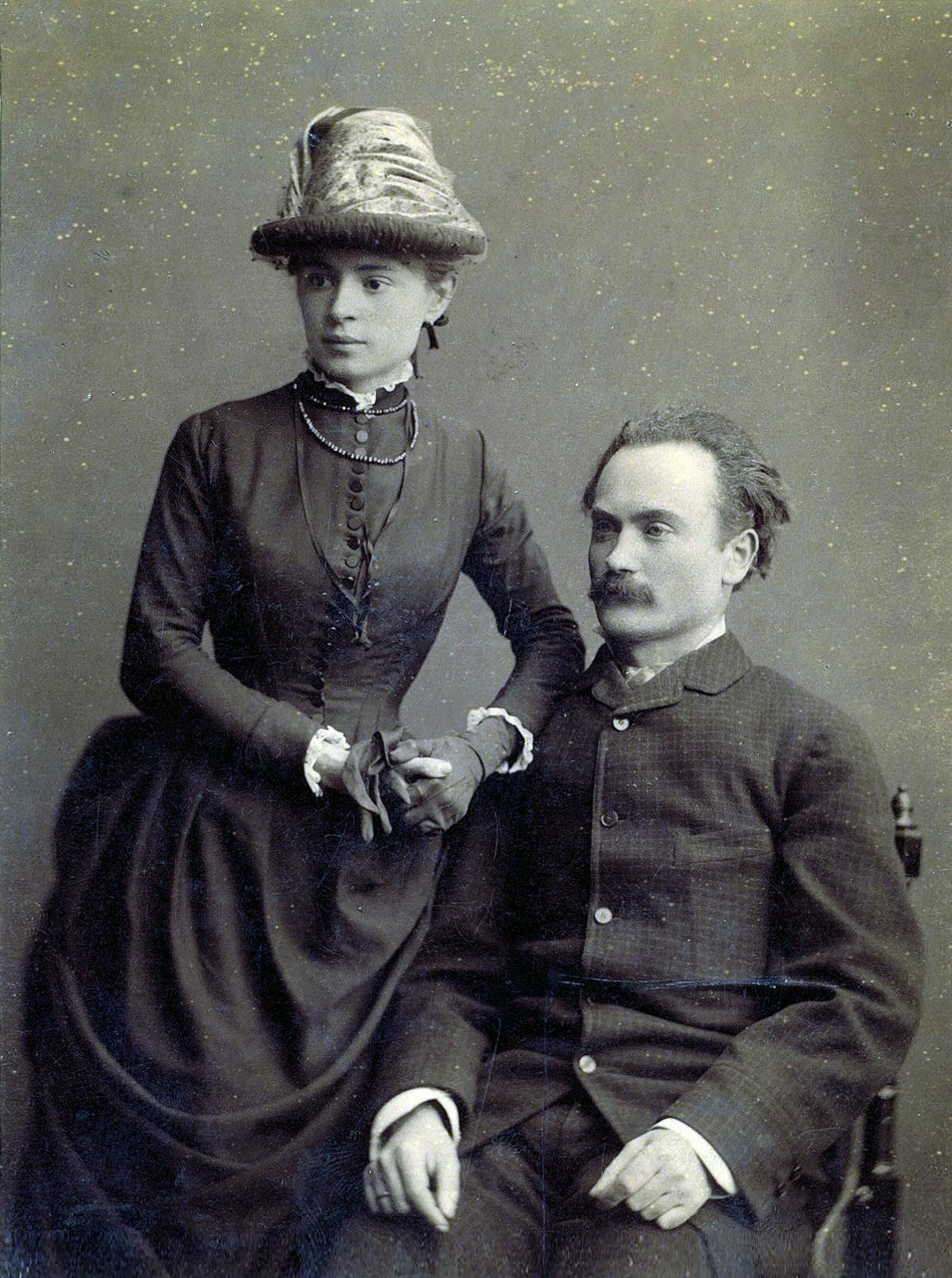
Franko con la moglie Ol'ha Choružyns'ka (1886)

Tra il 1885 e il 1886 Franko soggiornò per alcuni mesi a Kiev, dove conobbe diversi esponenti della cultura ucraina, fra cui il drammaturgo Michail Staryc’kyj, e sposò Ol'ha Choružyns’ka, a cui nel 1887 dedicherà la sua prima raccolta poetica: Z veršyn i nyžyn (Dalle alture e dalle vallate).
Dopo la metà degli anni Ottanta il suo crescente distacco dai populisti ucraini e l'ostilità del governo lo condussero a lavorare per la stampa polacca (Kurjer Lwowski, Przyjaciel ludu) e tedesca (Die Zeit).
Nel 1889 venne nuovamente arrestato perché sospettato di attività antigovernative per i legami stabiliti con il gruppo degli studenti di Kiev. Durante la sua incarcerazione, durata tre mesi, scrisse i Tiuremni sonety, centrati sul tema del carcere, della condizione dei detenuti, della corruzione e immoralità del regime, e i Vol'ni sonety, che presentano motivi folcloristici e sonetti d'amore. Entrambe queste raccolte di poesie nel 1893 furono incluse nella seconda edizione della collezione Z veršyn i nyzyn.
Negli anni Novanta Franko continuò i suoi studi prima all'Università di Černivci (1891) e poi all'Università di Vienna, dove si laureò nel 1893 con una tesi di dottorato in filologia classica sulla storia d'amore fra Barlaam e Giosafat, protagonisti di un famoso romanzo medievale, sotto la supervisione dell'eminente slavista Vatroslav Jagić. Nello stesso anno scrisse il dramma sociale e psicologico Ukradene ščastja (La felicità rubata). I rapporti con Vienna proseguirono anche negli anni successivi: tra il 1895 e il 1905 Franko collaborò attivamente al periodico viennese Die Zeit pubblicando articoli sulla situazione sociale ed economica della Galizia. .
Con l'aiuto della moglie Franco tra il 1894 e il 1897 pubblicò la rivista Žytie i slovo (Vita e parola), che venne poi inglobata nel mensile Literary and Scientific Herald (Literaturno-naukovyi vistnyk), l'organo della Shevchenko Scientific Society, il più importante giornale letterario-scientifico del tempo. Nel 1895 la facoltà di filosofia dell’Università di Leopoli lo chiamò per sostituire un docente di lingua e letteratura ucraina, ma successivamente la sua candidatura fu respinta per l'opposizione di alcuni esponenti dei circoli reazionari galiziani. Nel 1940, dopo il passaggio di gran parte della Galizia dalla Polonia all'allora Ucraina sovietica in seguito all'invasione sovietica del Paese, questa università verrà ribattezzata con il suo nome (Università nazionale di Leopoli "Ivan Franko").
Nel 1899 venne nominato membro della Shevchenko Scientific Society, si ritirò progressivamente dall'attività politica attiva e si dedicò al lavoro letterario e scientifico; diresse la sezione filologica e la commissione etnografica della società, producendo numerosi lavori scientifici. La sua opera più nota è Apocrypha and Legends from Ukrainian Manuscripts (1896-1910), una collezione monumentale in cinque volumi di testi e studi accademici; nel 1910 pubblicò Narys istoriï ukraïns'ko-rus'koï literatury do 1890 r. (Profilo della storia della letteratura ucraino-rutena fino al 1890), e tre anni dopo Studiï nad ukraïns'kymy narodnymy pisniamy (Studi di canzoni popolari ucraine, 1913).
Durante gli ultimi anni di vita, vissuti in povertà, venne colpito da una malattia psicofisica che gli causò una deformazione e una paralisi degli arti. Morirà il 28 maggio 1916, in una casa acquistata per lui dagli studenti dell'Università di Leopoli. Venne sepolto a Leopoli nel Cimitero di Lyčakiv. Nel 1933 sulla sua tomba fu eretto un monumento con l'immagine simbolica di un demolitore di pietre (Kamenyar) che rompe la roccia e spiana la strada a una nuova vita.

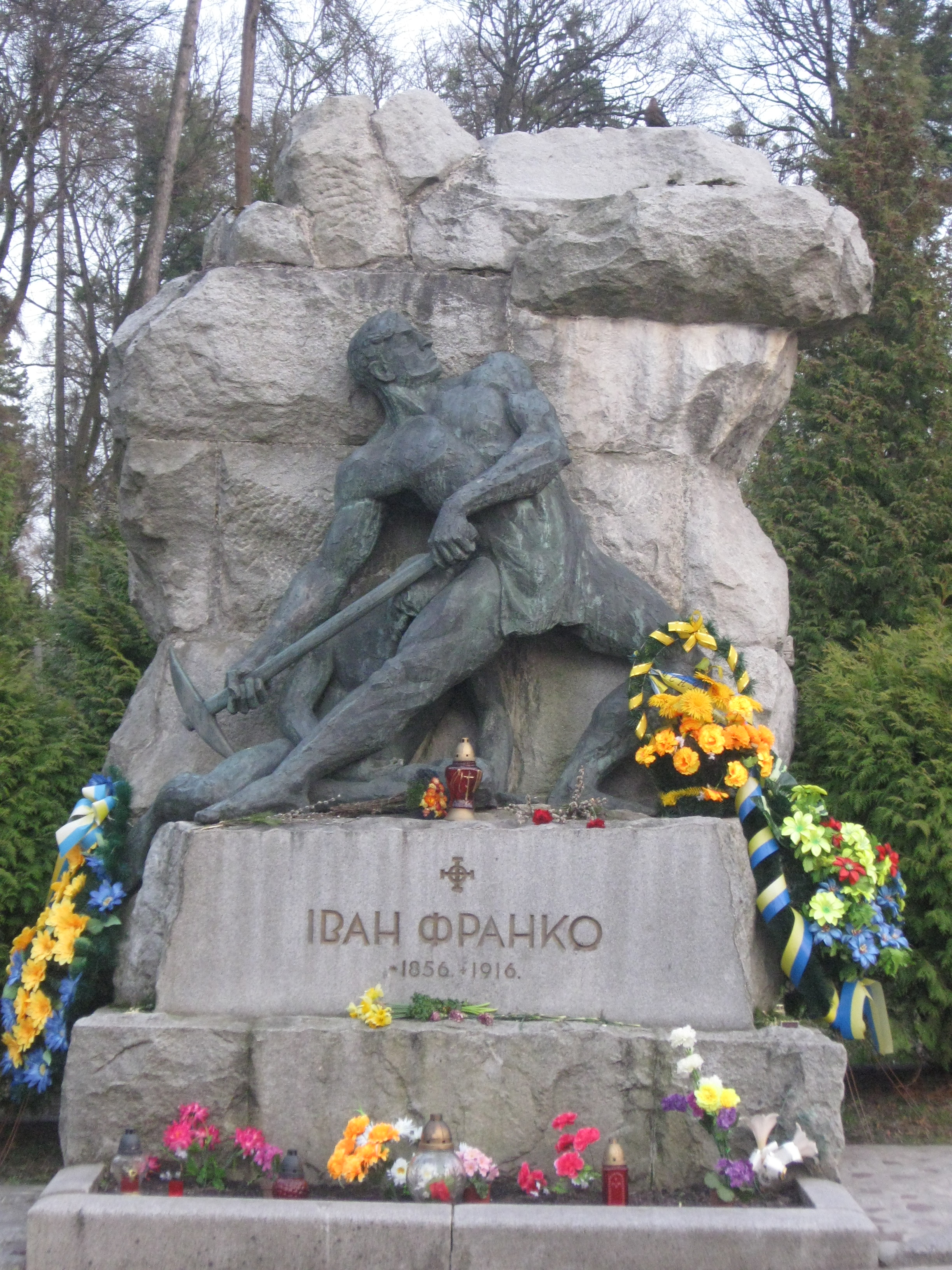
La tomba di Franko nel cimitero di Lyčakiv a Leopoli

Dopo la morte del poeta, l'enorme biblioteca e gli scritti di Franko furono donati alla Società Scientifica Ševčenko a Leopoli, e trasferiti nel 1950 a Kiev all'Istituto della letteratura ucraina dell'Accademia nazionale delle scienze dell'Ucraina.

### Famiglia e vita privata
Franko era il sostenitore dell’amore libero, in aperto contrasto con la morale dell'epoca. Attribuì alle donne una grande influenza sulla sua vita e sulla sua produzione letteraria. Ebbe tre grandi amori: Ol'ha Roškevyč, Juzefa Dzvonkovs'ka, Celina Žurovs'ka.
Nel 1886 sposò la scrittrice, traduttrice e attivista politica Ol'ha Choružyns'ka, originaria di Kiev, con la quale ebbe quattro figli:
- Andrij Franko (16.07.1887 — 22.04.1913), filologo, etnografo e traduttore[29]
- Taras Franko (09.03.1889 — 13.11.1971), scrittore, insegnante, poliglotta, soldato dell’Esercito ucraino di Galizia.
- Petro Franko (21.06.1890 — 1941), ingegnere chimico, scienziato, scrittore, attivista
- Anna (09.08.1892 — 24.04.1988), scrittrice, pubblicista, memorialista

## Attività politica

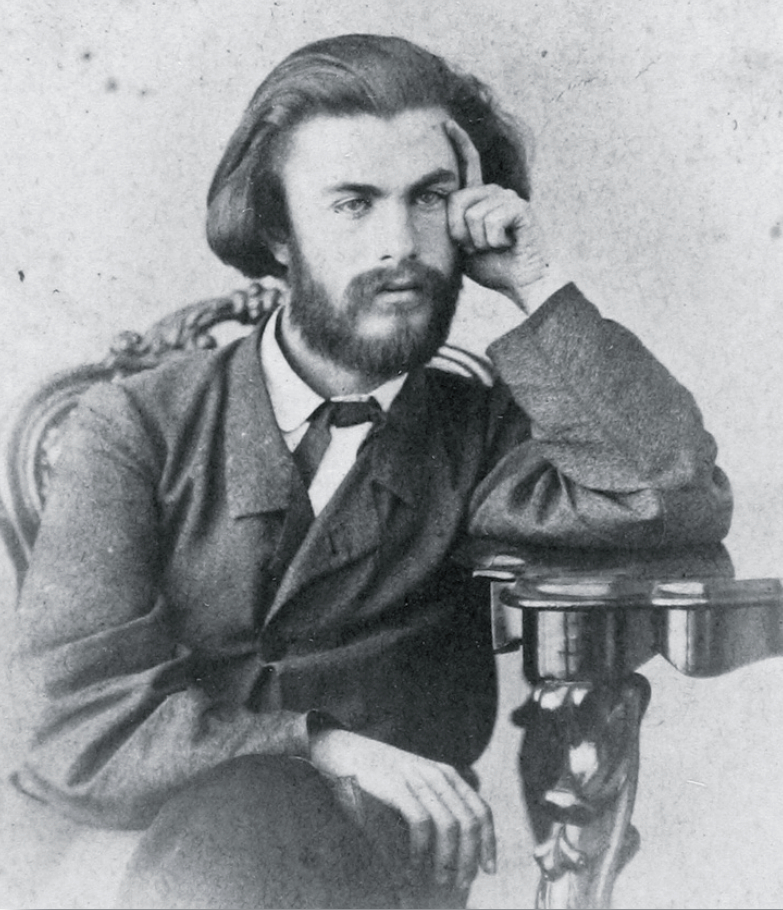
Mychajlo Drahomanov, politico, economista, storico ucraino, ispiratore di Franko

Nel 1890 Franko fu fra i fondatori del Partito radicale ruteno-ucraino (Ukrainska Radikalna Partiya, URP), ritenuto il primo partito politico ucraino moderno, dotato di programma, iscrizione registrata e seguito di massa. Presidente del Partito fino al 1898, Franko ne redasse il programma con l'amico Pavlik, e sempre con lui pubblicò gli organi del partito Narod (1890-1895) e Chliborob (L'viv, Kolomija) (1891-5). Molti articoli di Franko comparvero anche nella rivista Žytie i slovo (Vita e parola), pubblicata con la moglie nel 1894, fra cui il famoso Socializm i social-demokratyzm (Socialismo e socialdemocrazia, 1898), nel quale espose la sua critica alla socialdemocrazia ucraina e al socialismo di Marx ed Engels. Nell'introduzione alla raccolta di poesie Mii izmarahd (My Emerald, 1898) Franko ribadì il suo attacco al marxismo definendolo "una religione fondata su dogmi di odio e lotta di classe". Tale critica venne manifestata anche in altri tre articoli: Narodnyky i marksysty (1899), ščo take postup? (1903), e Do istoriï socialistyčnoho ruchu (1904).
Nel 1895, l'URP sostenne nel proprio programma che il socialismo nel lungo periodo doveva compiersi in uno stato ucraino indipendente, e nel breve periodo in una provincia ucraina completamente autonoma, all'interno dell'impero asburgico. Nel 1895, nel 1897 e nel 1898 Franko fu candidato del partito radicale a un seggio nel Parlamento austriaco e nella dieta galiziana, ma non fu eletto.
Nel 1899 sorse una crisi nel partito radicale; Franko si unì ai populisti e con lo storico Hruševs'kyj fondò il Partito democratico nazionale (Nacional'no-Demokratyčna partija, o NDP), nel quale rimase attivo fino al 1904, quando si ritirò dalla vita politica.

## Attività letteraria
La produzione di Franko è connotata da un profondo eclettismo, si estende su ampi e diversi settori culturali: ritenuto il più illustre poeta ucraino dopo Ševčenko, egli fu anche romanziere, drammaturgo, traduttore, sociologo, filosofo e critico letterario. Scrisse saggi di linguistica, etnologia e folklore, e fu il uno dei primi in Ucraina a coltivare interessi per la letteratura orientale, traducendo brani del poema indiano Mahabharata. Tra gli altri, tradusse anche Omero, Dante, Shakespeare, Goethe, Heine, Zola, Puškin, Lermontov, Ibsen. La sua opera completa è costituita da 50 volumi (Zibrannia tvoriv u p"iatydesiaty tomach, Kyiv 1976-86). Fu uno scrittore trilingue: conosceva e scriveva perfettamente in ucraino, polacco e tedesco, una rarità anche per un ambiente plurinazionale come quello asburgico. Sul suo stile narrativo ebbe invece una grande influenza Zola. Inizialmente vicino al romanticismo, divenne in seguito uno dei primi e principali esponenti del realismo: egli riteneva che la letteratura dovesse svolgere una funzione educativa: riflettere e analizzare la vita reale, indicarne le storture e mostrare come correggerle. Diversi studiosi hanno riscontrato notevoli relazioni dell'opera di Franko con il modernismo.

### Poesie
La produzione poetica di Franko comprende circa cinquemila poesie, in parte raccolte in alcune collezioni.

Le prime opere, di ispirazione romantica, compaiono nel volume Baljady i roskazy del 1876, dedicato al suo primo amore, Ol'ha Roškevyč. Nel 1887 la raccolta Z veršyn i nyžyn (Dalle alture e dalle vallate) comprende le più note liriche sociali di Franko, comprese alcune poesie che hanno per tema il carcere, e si ispira al realismo scientifico e al socialismo. Una delle poesie più rappresentative è Inno, che mette in evidenza l’idealizzazione di un eterno rivoluzionario che si incarna nell'immagine di un popolo forte, imbattibile, dotato di una strenua volontà di combattere per conseguire la libertà e la giustizia.
Дух, що тiло рве до бою,

Рве за поступ, щастя й волю,

Вiн живе, вiн ще не вмер.»
Lo spirito che porta il corpo alla lotta,

Vive, non è ancor morto.»
(Ivan Franko, "Inno")
Nel 1896 la sua opera poetica, da lui definita “dramma lirico”, assume la connotazione di lirica amorosa. La raccolta Ziv’jale Lystja (Le foglie appassite) è autobiografica.
Nelle opere più tarde prevalgono temi filosofici, riflessioni sul bene e sul male, sulla bellezza e sul significato della vita: è il caso di Mij Izmaragd (Il mio smeraldo) (1898), Iz dniv zhurby (Dai giorni della mestizia) (1900) e Semper tiro (1906).

### Poemi
La storia biblica del profeta Mosè che portò in salvo il popolo ebraico dalla schiavitù egizia gli fu di ispirazione per il suo poema più famoso, “Moisei”, basato in parte su materiale autobiografico. Scritta nel 1905 e pubblicata nel 1912, l’opera gli venne ispirata dalla scultura di Michelangelo, ammirata durante un viaggio in Italia compiuto nel 1904. Il poema è centrato sulla figura di un profeta visionario - con il quale Franko si identifica - che preannuncia la nascita di una nuova nazione, ed è dedicato al «mio popolo, torturato e sopraffatto», diviso in due tra l’Impero asburgico e l’Impero zarista. George Shevelov definì quest’opera «il secondo testamento della nazione ucraina», dopo quello di Taras Ševčenko.

Un poema significativo per il suo contenuto anticlericale è il Monologo di un ateista (Ex nihilo) del 1885, nel quale Franko sostiene la necessità di spezzare le catene rappresentate dalla religione, e di distruggere Dio, creato dall'uomo. 
(Ivan Franko, "Ex nihilo")
Franko scrisse anche diversi racconti per l'infanzia, fra cui Pryhody Don-Kichota (Le avventure di Don Chisciotte, 1891), Abu-Kazemovi kapci (La pantofole di Abu-Kasim, 1895), Koly šče zviri hovoryly (Quando gli animali hanno parlato, 1899), e il famoso poema-favola in versi Lys Mykyta (Mykyta la volpe, 1890), dove ogni animale rappresenta una classe sociale o un tipo umano; le allegorie sono usate per descrivere la società ucraina. Il protagonista Mykyta, una volpe, è il personaggio più furbo e subdolo, che utilizza qualsiasi mezzo per raggiungere il proprio scopo.

### Prosa
La produzione in prosa di Franko comprende oltre 100 racconti e dozzine di romanzi. Presenta un'ampia varietà di temi, generi, trame, forme narrative e soluzioni stilistiche, dal gotico al tardo romanticismo al modernismo.

#### Il ciclo di Boryslav

Stemma della città di Boryslav, Ucraina

I suoi primi racconti, noti come il ciclo di Boryslav (il titolo d'insieme Boryslav, Kartynky z žyttja pidhirs'koho narodu - trad.: Immagini della vita del popolo Podhirsky, comprende i tre racconti Ripnyk, Na roboti e Navernenyj hrišnyk pubblicati nel 1877 nella rivista Druh), sono ambientati nella cittadina industriale galiziana e ritraggono le dure condizioni di lavoro dei minatori, costretti a vivere nell'oscurità dei pozzi e delle gallerie per un misero salario. Iniziati alla fine degli anni Settanta, nel pieno del periodo di militanza socialista di Franko, descrivono l'avvento di un capitalismo selvaggio che sfrutta senza pietà gli operai, seminando morte a causa della totale assenza di sistemi di sicurezza. Fino ai primi anni Ottanta Franko individua nei lavoratori del petrolio di Boryslav e Drohobych, dipinti nei suoi romanzi come eroi in grado di dare risposta alle speranze di riscatto sociale, la base sociale del movimento ruteno, il vero proletariato galiziano.
Fanno parte di questo stesso ciclo i più noti romanzi Boa constrictor (1878) e Boryslav smiiet'sia (1881), quest'ultimo basato sullo sciopero dei lavoratori del petrolio del 1873. L'impoverimento e la proletarizzazione dei contadini galiziani fanno invece da sfondo alle raccolte V poti chola (Con il sudore della fronte, 1890) e Halyts'ki obrazky (Immagini galiziane, 1885), che includono alcune novelle autobiografiche.
A partire dalla metà degli anni Ottanta, Franko abbandonò l'idea che gli operai delle miniere e delle fabbriche sarebbero stati la classe dirigente della rivoluzione galiziana e rivolse la sua attenzione alla questione agraria e ai contadini che allora costituivano l'80% della popolazione. Il programma agrario di Franko divenne la base del programma economico del Partito radicale ruteno-ucraino nel 1890.

#### Boa Constrictor
Scritto nel 1878, racconta l'ascesa di Hermann Goldkramer, figlio di una donna ebrea di umilissimi natali, morta precocemente di colera, che dopo un'infanzia di stenti diventa un potente, ricco e avido mercante. L'ebreo Hermann è la voce narrante della storia, una scelta eccezionale per la letteratura dell'Europa orientale non ebraica. La storia è ambientata a Boryslav, città dell'Ucraina occidentale i cui terreni, ricchi di petrolio e ozocerite, nella seconda metà del XIX determinarono lo sviluppo di un'industria mineraria, gestita in buona parte dall'attivissima comunità ebraica locale. Le dure condizioni di lavoro cui venivano sottoposti gli operai impiegati nell'industria estrattiva (circa 15.000 nel 1870) fanno da sfondo al romanzo. Hermann Goldkramer, proprietario dei pozzi, insensibile alla vita di stenti dei "mužik" (contadini) e interessato solo a moltiplicare i suoi profitti, sarà protagonista di un estemporaneo gesto di generosità nei confronti della vedova di un operaio morto sul lavoro, ma poi ritornerà ad essere un cinico profittatore senza cuore. Il romanzo si concluderà con la constatazione che: "Se il destino dispone che qualcuno venga schiacciato sotto i piedi, sarà schiacciato sotto i piedi, e nessun tribunale potrà aiutarlo se egli non aiuta se stesso. Ma questa è una storia diversa, per il lontano futuro".
Fra i romanzi storici, i più noti sono Zachar Berkut (1883), che narra dell'eroica resistenza ai mongoli nel 1241, Hero Ponevoli (1904), sulla rivoluzione del 1848 a Leopoli, e Velykyi shum (1907), che tratta dell'abolizione del servaggio.

### I romanzi gialli
(Ivan Franko, Dlja domašn'oho ohnyščha, 79-80))
Tra il 1882 e il 1890 Franko scrive tre romanzi che daranno impulso alla nascita del nuovo genere della narrativa poliziesca nella letteratura ucraina: Dlia domashn'oho ohnyshcha (Focolare domestico, 1892), Osnovy suspil'nosti (I pilastri della società, 1894) e Perekhresni stezhky (Sentieri incrociati, 1900). Il ruolo di detective "dilettante" viene assunto - a volte inconsapevolmente - da alcuni personaggi maschili per indagare crimini commessi da donne. I primi due romanzi sono basati su casi giudiziari, seguiti da Franko come giornalista del Kurjer Lwowski, e perseguono il fine di indirizzare l'attenzione del lettore sui problemi sociali. Anche il terzo svolge una funzione didascalica: il suo esito finale positivo intende rappresentare la fiducia nella vittoria sul male da parte di verità e giustizia.
Secondo Svytlana Krys l'utilizzo creativo da parte di Franko di convenzioni proprie del genere gotico e poliziesco, come ad esempio la figura della femme fatale, la presenza di spettri o personificazioni infernali, gli elementi grotteschi o macabri, contribuirebbero a scardinare - senza che l'autore ne avesse l'intenzione - i suoi propositi didattici. La fede nel progresso sociale, nei principi di razionalità e giustizia, anziché uscirne rafforzata ne verrebbe ridimensionata e posta in dubbio; la sensibilità realistica dello scrittore prevarrebbe sul suo intento programmatico.
In Dlia domashn'oho ohnyshcha (Il focolare domestico, 1892), Antin (Antos ') Anharovyč, capitano dell'esercito austro-ungarico tornato a casa dopo cinque anni di servizio militare, scopre che la moglie si è arricchita durante la sua assenza gestendo un bordello. Nella sua confessione finale, la donna svelerà la trama di complicità che le ha permesso di commettere il crimine, evidenziando come la corruzione abbia pervaso tutti gli strati sociali. Il clima di pessimismo che pervade il romanzo sembra rendere la situazione descritta insolubile, ed è rafforzato dal suicidio/sacrificio della donna per mettere il marito al riparo dalla vergogna di un processo (espediente noto nella tradizione gotica). La sensazione di cupa malinconia e tristezza che può colpire i lettori, viene interpretata da Krys come effetto dei riferimenti narrativi e degli effetti stilistici adottati, che avvicinerebbero quest'opera all'estetica naturalista e agli aspetti decadenti del modernismo, dallo stesso Franko rifiutati sul piano teorico: pessimismo, fatalismo, caos, vuoto esistenziale.
Il più tardo di questi tre romanzi, Perehresni stežky (Sentieri incrociati) è un racconto in cui è evidente l'intento morale e didascalico perseguito dallo scrittore. Il protagonista è Rafalovyč, un avvocato che, sacrificando la propria individualità e la possibilità di avere una vita familiare felice, decide di dedicarsi completamente alla difesa dei più umili.
(Ivan Franko, "Sentieri incrociati")
Le conseguenze saranno tragiche e la fine, ancora una volta, intrisa di pessimismo: la donna amata in gioventù da Rafalovyc e finita in sposa a un uomo violento, al rifiuto del giovane avvocato di rifarsi una vita con lei, si suicida, uccidendo prima il marito in una furia animalesca che la trasfigura. I temi della follia, della violenza, dell'avidità e della corruzione, attinti dal gotico e dal giallo, si affiancano, insoluti, a quelli del progresso, della razionalità e della dedizione sociale.

### Drammaturgia
Franko iniziò a scrivere testi teatrali fin dai tempi del liceo, ma è soprattutto negli anni Novanta che si concentra la sua produzione drammaturgica. Le opere che riscontrarono un maggior successo furono il dramma Ukradene ščastja (La felicità rubata, 1891-93), la commedia Učitelj (Il maestro, 1894) e il dramma storico in versi Son kniazia Sviatoslava (Il sogno del principe Sviatoslav, 1895).
Ukradene ščastja (La felicità rubata) è un dramma psicologico-sociale con elementi tragici, in cui Franko tratta dei problemi sociali, spirituali e morali del suo tempo. Il conflitto principale del dramma è basato sul triangolo amoroso tra una coppia, Mykola Zadorožnij e Anna, e l’amante Myhailo Hurman. I fratelli di Anna produssero un falso certificato di decesso di Myhailo in guerra, perché fosse costretta a sposare Mykola. Dopo aver scoperto la verità, Anna vuole recuperare parte della felicità e comincia a vedersi segretamente con il precedente fidanzato.

## Riconoscimenti
Dal 1926 a Kiev a lui è dedicato il Teatro Nazionale di arte drammatica

Ritratto di Ivan Franko nella banconota da 20 hrivnia (2003)

A Franko sono intitolate le Università di Lviv. e di Drohobych.
Il romanzo storico Zakhar Berkut ha ispirato il compositore Boris Ljatošyns'kyj nella realizzazione dell'opera Zolotyi obruch (trad.: L'anello d'oro) del 1929, per la quale ricevette il Premio di Ševčenko.
Nel 1956 è uscito il film Ivan Franko del regista ucraino Timofei Levchuk.
Nel 1962 la città-capoluogo ucraina Stanislav venne rinominata Ivano-Frankivs'k, e l'oblast', oblast' di Ivano-Frankivs'k.
Nel 2024 è uscito il film animato Landscapes for Freedom del regista argentino Nicolás Isasi basato sulla poesia "Bezmezhneye pole".